# Lower Savage Islands
Lower Savage Islands är öar i Kanada.   De ligger i territoriet Nunavut, i den östra delen av landet, 1 900 km norr om huvudstaden Ottawa. 
Trakten runt Lower Savage Islands består i huvudsak av gräsmarker.